# 南非綠鰭魚
南非綠鰭魚（学名：Chelidonichthys capensis）為輻鰭魚綱鮋形目牛尾魚亞目角魚科的其中一種，分布於非洲納米比亞至莫三比克海域，棲息深度10-390公尺，體長可達75公分，為底棲性魚類，生活在沙泥底質海域，屬肉食性，以甲殼類、魚類為食，可做為食用魚。
其种加词“capensis”意为“南非开普省的/好望角的”。